# 桜色 (中川翔子の曲)
「桜色」（さくらいろ）は、中川翔子の13枚目のシングル。2011年4月6日にSony Recordsから発売された。

## 概要
CDデビュー5周年イヤーを記念した、5ヶ月連続リリース第三弾シングル。今作は2011年第一弾のシングルで、中川翔子初の「桜」についての楽曲である。全曲とも作詞をmeg rockが手掛けている。仕様は初回盤と通常盤2形態で同時発売。当初は2011年3月23日発売予定であったが、2011年3月11日に発生した東日本大震災による影響を考慮し、2011年4月6日に延期となった。
表題曲「桜色」はネスカフェ・エクセラのCMソング。その他の曲は新録されている。
握手会イベントは地震の影響で中止になった。

### CDタイプ
全てジャケットは異なる。
- 初回生産限定盤（CD+DVD）･･･1575円（SRCL-7614/5）
  - 「桜色」のビデオクリップとメイキング映像を収録したDVD付き。
  - 握手会イベント参加券とライブ会場でのご当地特典引換券封入。
- 通常盤･･･1223円（SRCL-7616）
  - 握手会イベント参加券とライブ会場でのご当地特典引換券封入。

## 収録曲

### CD
1. 桜色 [4:52]
作詞：meg rock、作曲：磯崎健史、編曲：川口圭太
  - ネスカフェ・エクセラCMソング
2. マシュマロ [5:03]
作詞：meg rock、作曲：山本陽介、編曲：川口圭太
3. ラベンダー [3:56]
作詞：meg rock、作曲・編曲：齋藤真也
4. 桜色（Instrumental）
5. マシュマロ（Instrumental）
6. ラベンダー（Instrumental）

### DVD（初回盤のみ）
1. 「桜色」Music Video
2. Making of 「桜色」